# Autophila limbata
Autophila limbata là một loài bướm đêm trong họ Erebidae.